# Ferrovia Alessandria-San Giuseppe di Cairo
La ferrovia Alessandria-San Giuseppe di Cairo è una linea ferroviaria italiana di proprietà statale che collega Alessandria, in Piemonte, a San Giuseppe di Cairo, sulla Torino-Savona.
La gestione dell'infrastruttura e degli impianti ferroviari è affidata a RFI, società del gruppo Ferrovie dello Stato, che qualifica la linea come complementare.

## Storia
| Tratta                            | Inaugurazione     |
| --------------------------------- | ----------------- |
| Alessandria–Acqui Terme           | 3 gennaio 1858    |
| Acqui Terme-San Giuseppe di Cairo | 28 settembre 1874 |

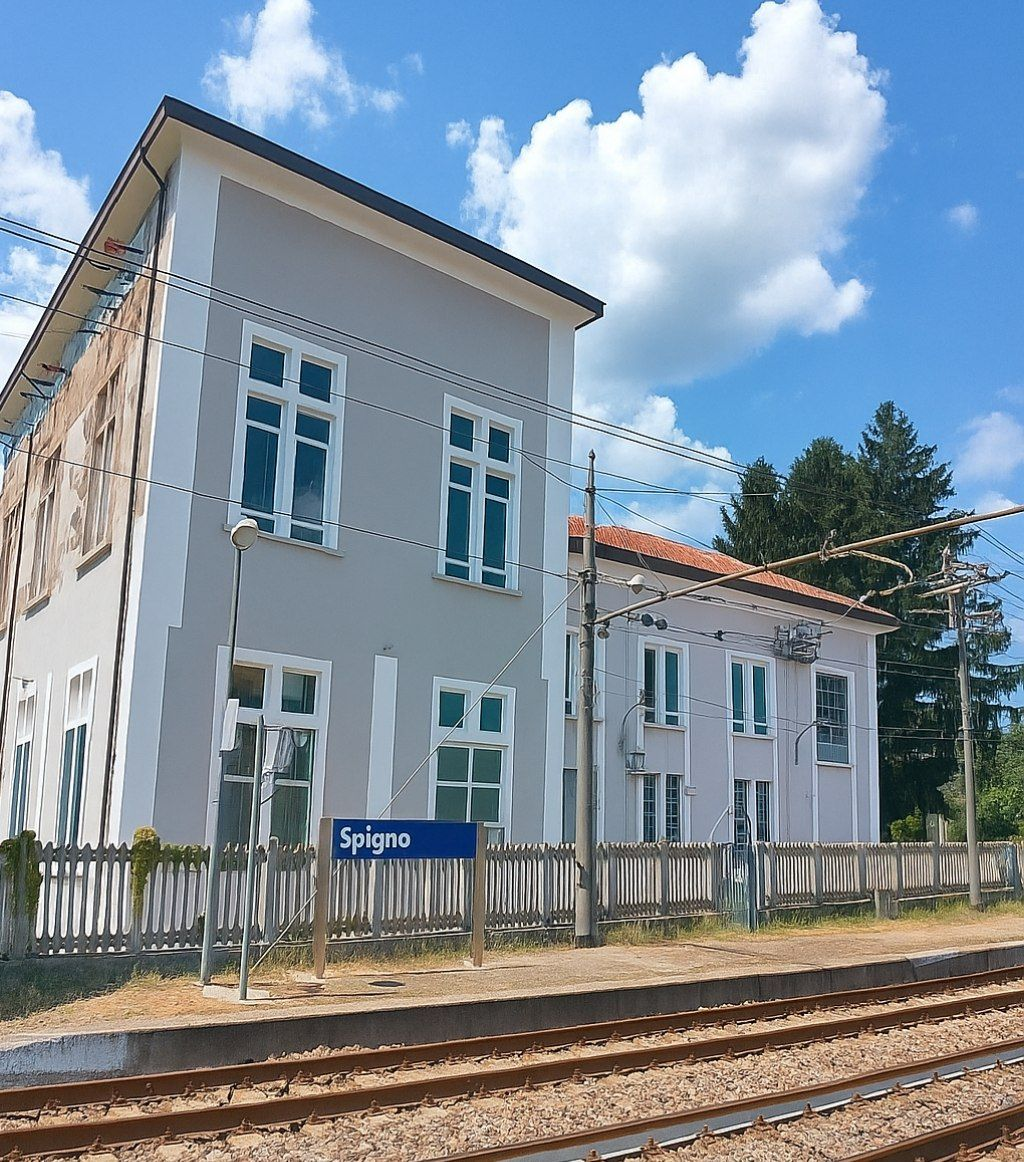
La sottostazione elettrica ferroviaria presente nelle vicinanze della stazione di Spigno

La prima tratta, da Alessandria ad Acqui Terme, fu una delle prime realizzate nell'allora Regno di Sardegna. Fu assegnata in concessione ad un gruppo bancario, composto dalle famiglie Bolmida e Barbaroux, grazie al Regio Decreto 11 giugno 1856, n. 1695. La linea fu aperta all'esercizio il 3 gennaio 1858.
Il completamento della ferrovia avvenne con l'obiettivo di congiungere il porto di Savona, città raggiunta nel 1868 dalla Genova – Ventimiglia, all'interno piemontese. Si vollero seguire due direttrici, verso Torino e verso Alessandria, che si sarebbero diramate all'altezza di San Giuseppe di Cairo. Esse si sarebbero connesse a ferrovie già esistenti e dirette alle due città piemontesi, rispettivamente nei pressi di Bra, connessa a sua volta alla linea Torino-Cuneo tramite la linea per Cavallermaggiore, e verso Acqui Terme.
Il 28 settembre 1874 fu aperta quindi la tratta tra San Giuseppe di Cairo e Acqui Terme.
La linea fu elettrificata in trifase nei primi decenni del XX secolo e fu l'ultima ad essere convertita all'alimentazione in continua con tensione da 3000 volt il 25 maggio 1976.

## Caratteristiche
| Unknown route-map component "CONTgq" | Unknown route-map component "ABZ+lr" | Unknown route-map component "CONTfq" |

| Station on track |

|  | Unknown route-map component "d" | Unknown route-map component "ABZgl" | Unknown route-map component "SPLaq" | Unknown route-map component "dvCONTfq" |

|  | Unknown route-map component "d" | Unknown route-map component "ABZgl" | Transverse track | Unknown route-map component "dCONTfq" |

| Unknown route-map component "SKRZ-Au" |

| Station on track |

| Unknown route-map component "CONTgq" | Unknown route-map component "ABZgr" |  |

| Unknown route-map component "HSTeBHF" |

| Station on track |

| Station on track |

| Unknown route-map component "eHST" |

| Station on track |

| Unknown route-map component "eHST" |

| Station on track |

|  | Unknown route-map component "ABZg+l" | Unknown route-map component "CONTfq" |

| Station on track |

| 33+909 |
| 48+010 |

| Unknown route-map component "CONTgq" | Unknown route-map component "ABZgr" |  |

| Station on track |

| Station on track |

| Station on track |

| Station on track |

| Station on track |

| Station on track |

| Stop on track |

| Unknown route-map component "STR+GRZq" |

| Station on track |

| Station on track |

| Unknown route-map component "HSTeBHF" |

| Small bridge over water |

| Station on track |

| Unknown route-map component "CONTgq" | Unknown route-map component "ABZg+r" |  |

| Station on track |

| Continuation forward |

La linea è a binario semplice elettrificato in corrente continua con tensione da 3000 V. Il tronco fra la stazione di Alessandria e Cantalupo, in comune con la ferrovia Alessandria-Cavallermaggiore è a doppio binario.
La circolazione è regolata dal Dirigente Centrale Operativo di Torino Lingotto.